# Bernardo de Legarda
Bernardo de Legarda y Arco fue un escultor, tallador, pintor y platero quiteño siglo XVIII, perteneciente a la Escuela Quiteña de arte. Nació en la ciudad de Quito, alrededor del año 1700, aunque se desconoce la fecha exacta.
A pesar de haber pertenecido a una familia mestiza de escasas posibilidades económicas, pudo ingresar a las mejores escuelas de arte de la ciudad gracias a los grandes esfuerzos de su padre, donde aprendió todos los secretos de una de las mejores escuelas del continente. Se casó con Alejandra Velázquez, también mestiza, pero ella se marchó con otro hombre poco tiempo después, haciendo que Legarda se concentre totalmente en su trabajo aislado en su taller, cercano a la Iglesia de San Francisco.

## Vida y obra

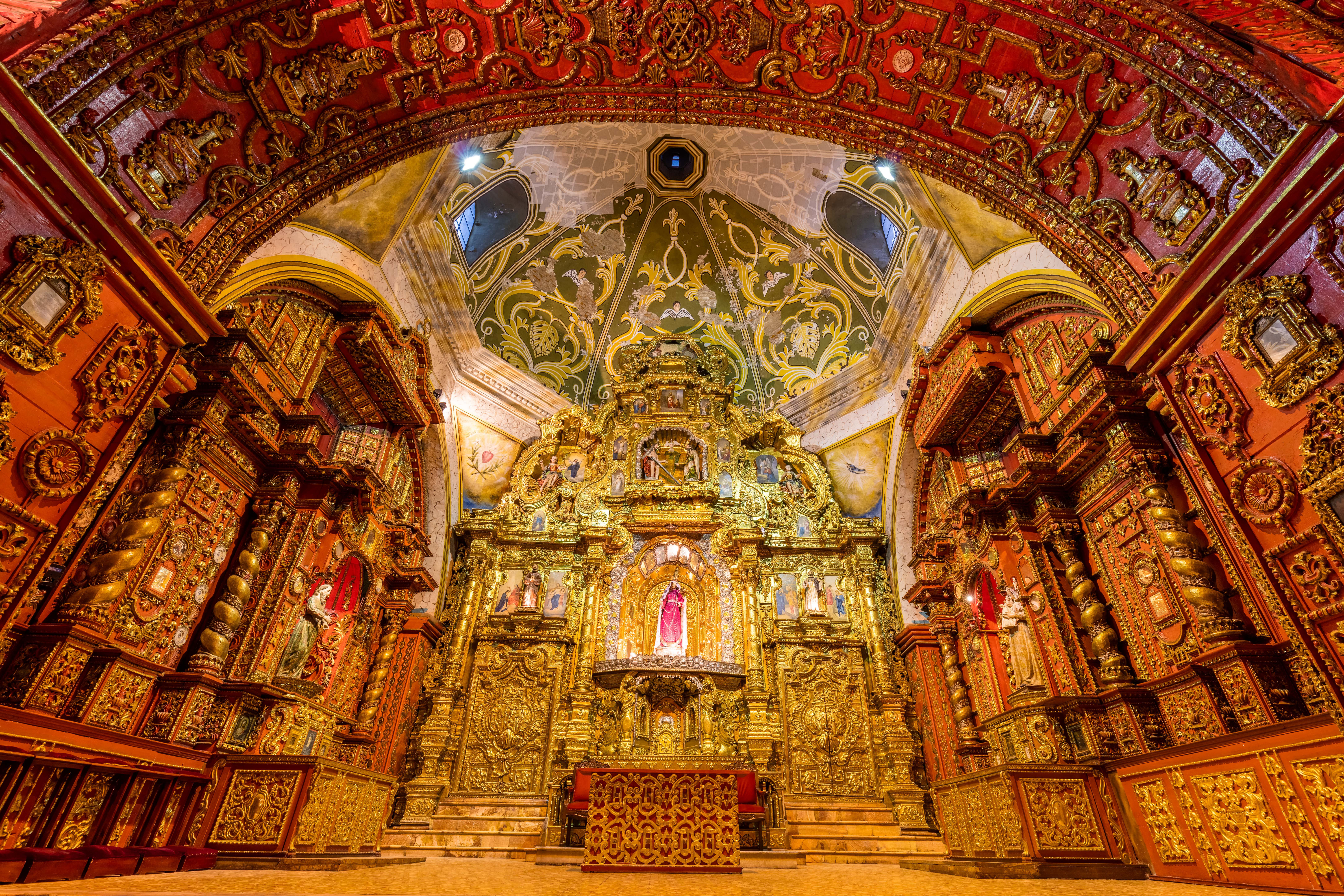
Retablo de la Virgen del Rosario, atribuido a Legarda, en el convento de Santo Domingo, en Quito.

No se conoce mucho de su infancia salvo que sus padres fueron Lucas de Legarda y María del Arco. Se casó con su concuñada Alejandra Velásquez, sin embargo se separaría de ella por lo que en la sociedad lo conocían como un hombre soltero, algo que se incluyó en su partida de defunción. Trabajaba en su taller junto al convento de San Francisco, siguiendo la tradición de los grandes pintores de la Escuela Quiteña. Su hermano que también se dedicó al arte se llamaba Juan Manuel de Legarda y frecuentemente colaboraron en sus trabajos. La demanda por su servicio se concentraba principalmente en el labrado de imágenes, azogamiento de espejos, creación de estampas y trabajo en platería. Tenía mucho prestigio por lo que firmaba numerosos contratos por sus labores artísticas y artesanales. Su trabajo más antiguo data del año 1731 cuando siendo prioste de la fiesta de San Lucas, el patrono de los pintores, retocó su imagen por primera vez desde que había sido hecha por el Padre Carlos.

### Desarrollo de su carrera
Hasta su sitio de trabajo acudían diariamente docenas de personas, interesadas en su impecable trabajo con especialidad en figuras sacras. Entre las disciplinas que cultivó en ese taller figuran la ebanistería, la pintura, la impresión de libros, la platería y, por supuesto, la talla de retablos e imágenes piadosas. Uno de sus mejores clientes era el padre Juan de Velasco, historiador quiteño que se refirió a él en los siguientes términos:

«En lo que conozco del mundo, he visto muy pocas como aquellas muchas. Conocí varios indianos y mestizos insignes en este arte; mas ninguno como un Bernardo de Legarda de monstruosos talentos y habilidad para todo. Me atrevo a decir que sus obras de estatuaria pueden ponerse sin temor en competencia con las más caras de Europa»

Su invaluable obra artística alcanzó su mayor esplendor entre 1730 y 1773, y se caracterizó por los temas religiosos, retablos y calvarios que aún adornan, en calidad de reliquias, algunos de los más antiguos templos quiteños. Su primera intervención artística de importancia data de 1731, cuando restauró una imagen de San Lucas para el convento de San Agustín, en Quito.

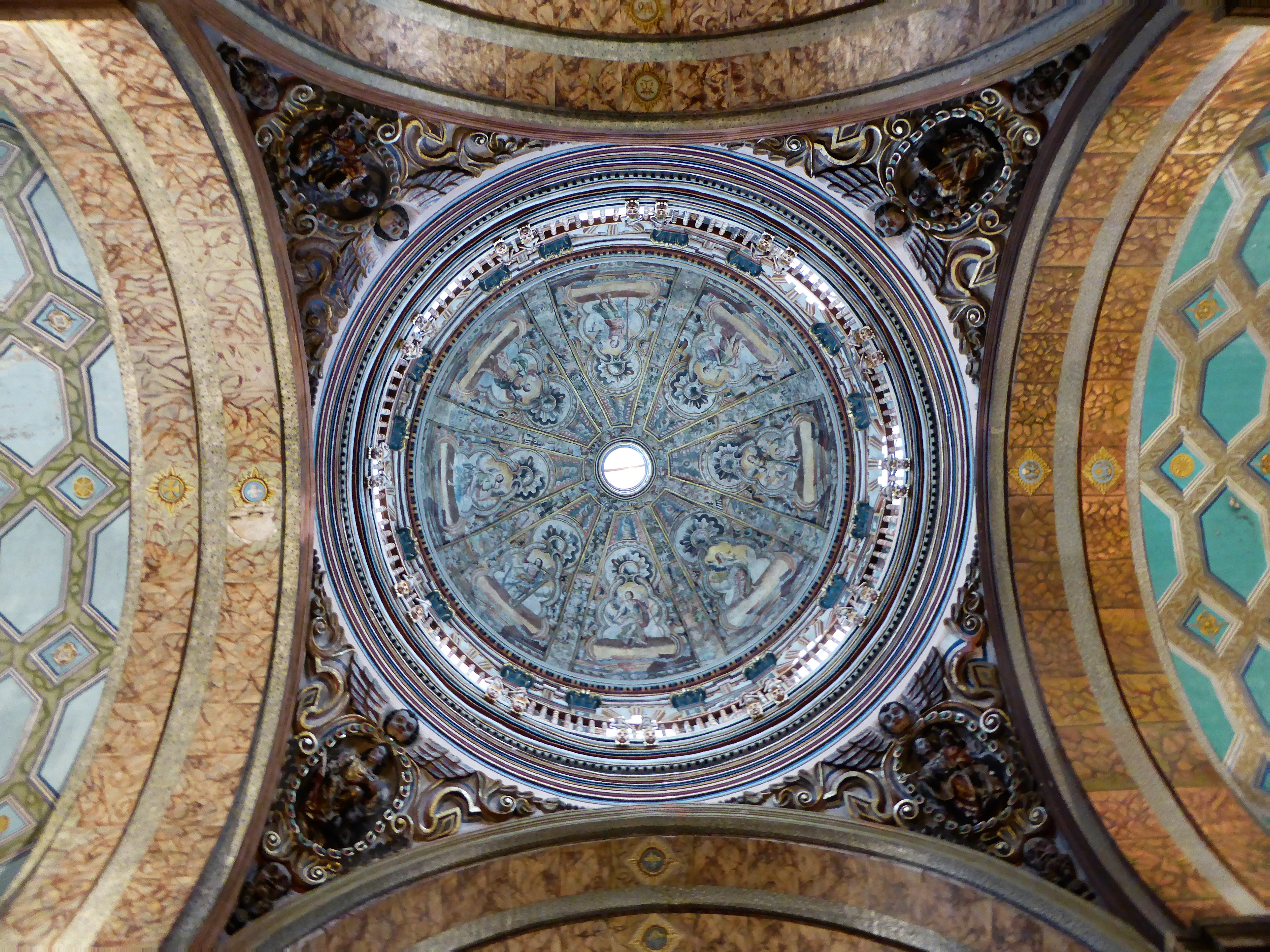
Cúpula de la Iglesia El Sagrario que sería decorada por Bernardo de Legarda

Su obra más conocida es la llamada Virgen de Quito (1734), una advocación de la Virgen Inmaculada encargada por los padres franciscanos para su templo. La imagen gozó inmediatamente del favor popular, haciéndose de ella innumerables copias e imitaciones que se encuentran en varios países. El tipo de Inmaculada creado por Legarda tenía antecedentes en la España del siglo XVII, pero el imaginero quiteño creó una composición jugosa, llena de movimiento y casi musical. La Virgen, que lleva los colores azul y rojo en el vestido, alcanza un movimiento airoso en el cuerpo así como en la disposición de las manos.
En cuanto a su actividad como entallador de retablos hay que destacar uno de características barrocas muy acusadas: el retablo mayor de la Iglesia de La Merced (1748-51), concluido por un discípulo suyo llamado Gregorio. De igual manera con el retablo mayor del monasterio de El Carmen Moderno (o Carmen Bajo), que se atribuye al mismo Legarda y a su discípulo Jacinto López. También resulta conveniente destacar su tarea como dorador del tabernáculo del retablo mayor de la Iglesia de la Compañía.
Entre algunas de sus obras, que adornan las más importantes iglesias quiteñas, están la decoración de la media luna de la cúpula de El Sagrario, la mampara bajo el coro de la iglesia de Santo Domingo, la serie de reproducciones de la Virgen de Quito y asunciones que se encuentran en los templos de San Francisco, Guápulo, Santa Clara y La Concepción. Legarda fue también un hábil platero, además de haber realizado cientos de figuras para los tradicionales nacimientos navideños.

### Fallecimiento
Dedicado a sus creaciones artísticas hasta el último de sus días, Bernardo de Legarda murió el 1 de junio de 1773, en su ciudad natal: Quito. Casi todas las iglesias del Centro Histórico de la urbe le deben a Legarda el trabajo del mayor número de sus retablos; él supo convertir las naves de los templos en galerías de arte, en verdaderos museos de arte religioso, consiguiendo de esta manera que el siglo XVIII de la Escuela Quiteña se inclinara hacia el lado de la escultura, en relación con la pintura.

## Listado de obras

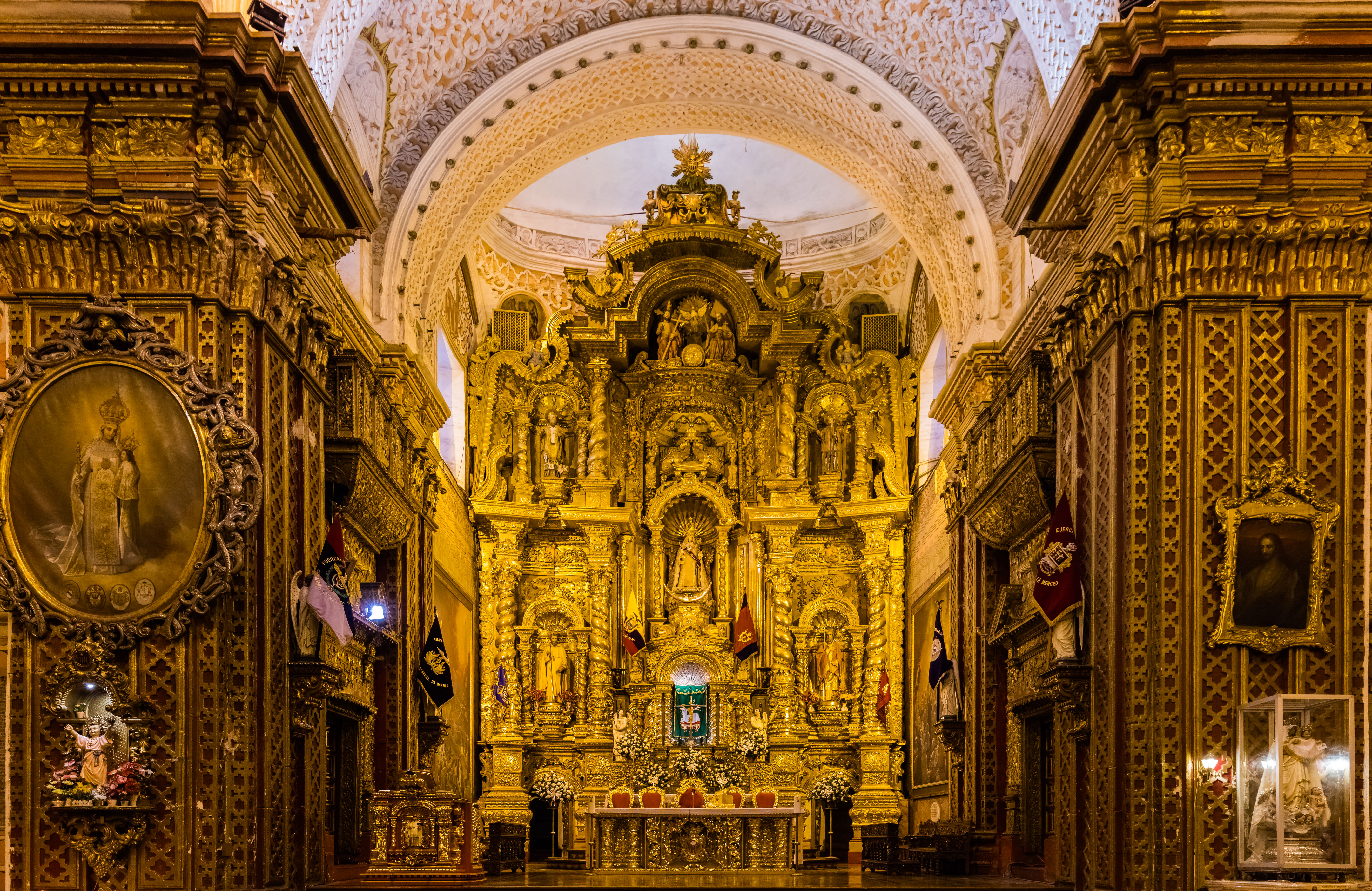
Retablo del altar mayor de la Iglesia de la Merced en Quito, que dirigió su construcción Bernardo de Legarda. Las pinturas fueron obra de Víctor Mideros.

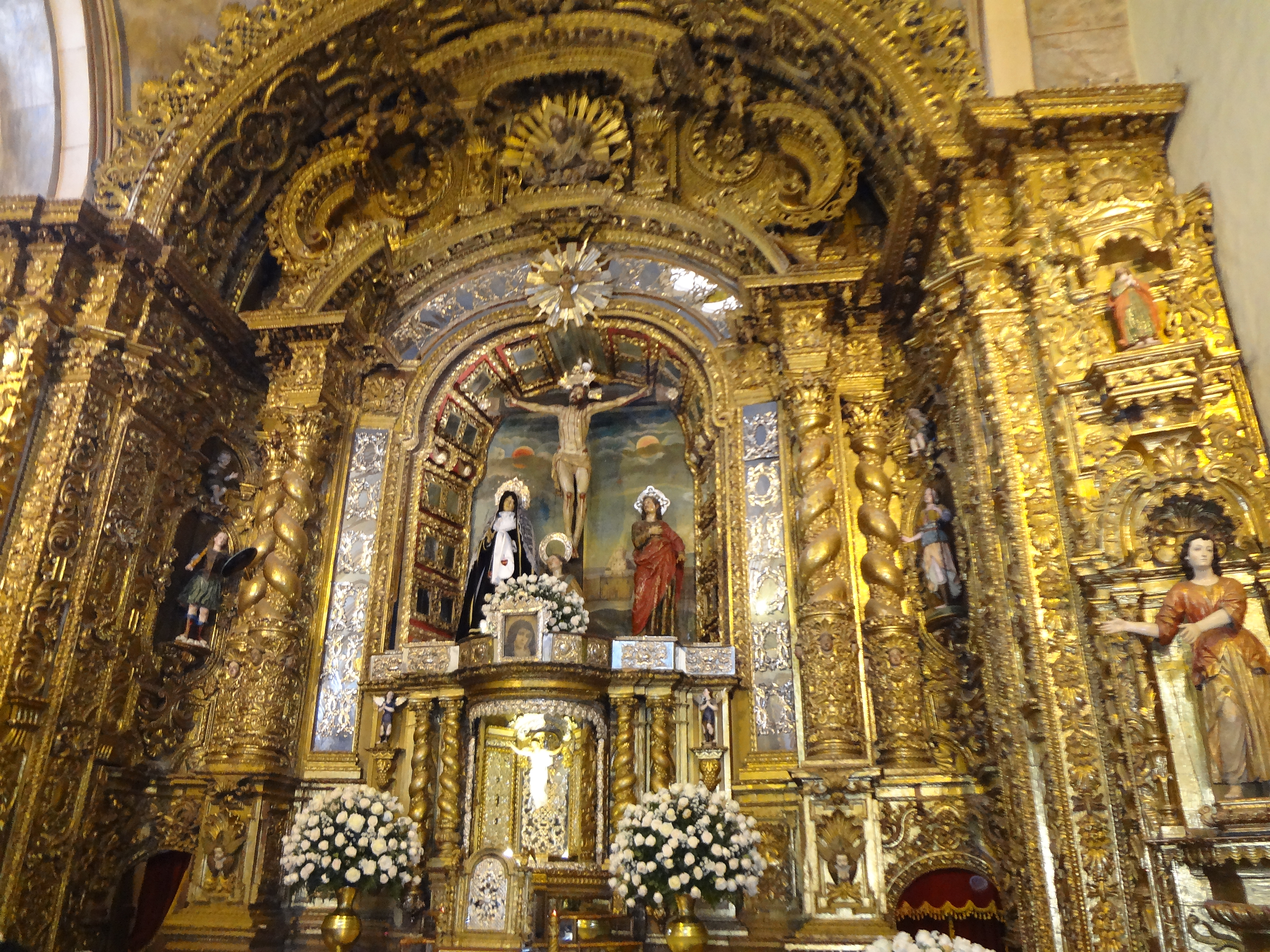
Calvario de la Capilla de Cantuña, por Bernardo de Legarda. Iglesia de San Francisco

Legarda trabajó en la mayoría de las iglesias importantes de la Real Audiencia de Quito y por su versatilidad contribuyó a su arquitectura interior, escultura y pintura:

### Escultura e imagenería
- Virgen del apocalipsis en la Iglesia de San Francisco
- Calvario de la Capilla de Cantuña
- Escultura de la Virgen del Quinche
- Nuestra Señora de Chiquinquirá
- Nuestra Señora del Rosario
- Escultura de Santa Rosa de Lima
- Señor del Buen Consuelo (Patrono de Yumbo)

### Retablos, altares e interiores
- Decoración con pan de oro de la Iglesia de la Compañía
- Decoración de la cúpula de la iglesia del Sagrario
- Retablo del altar mayor de La Merced
- Mampara bajo el coro del templo de Santo Domingo

### Pintura
- Serie sobre el Nacimiento
- María madre del amor hermoso
- Adoración de los Reyes Magos
- Degollación de los Santos Inocentes
- Nuestra Señora de los Dolores

## La Virgen de Legarda

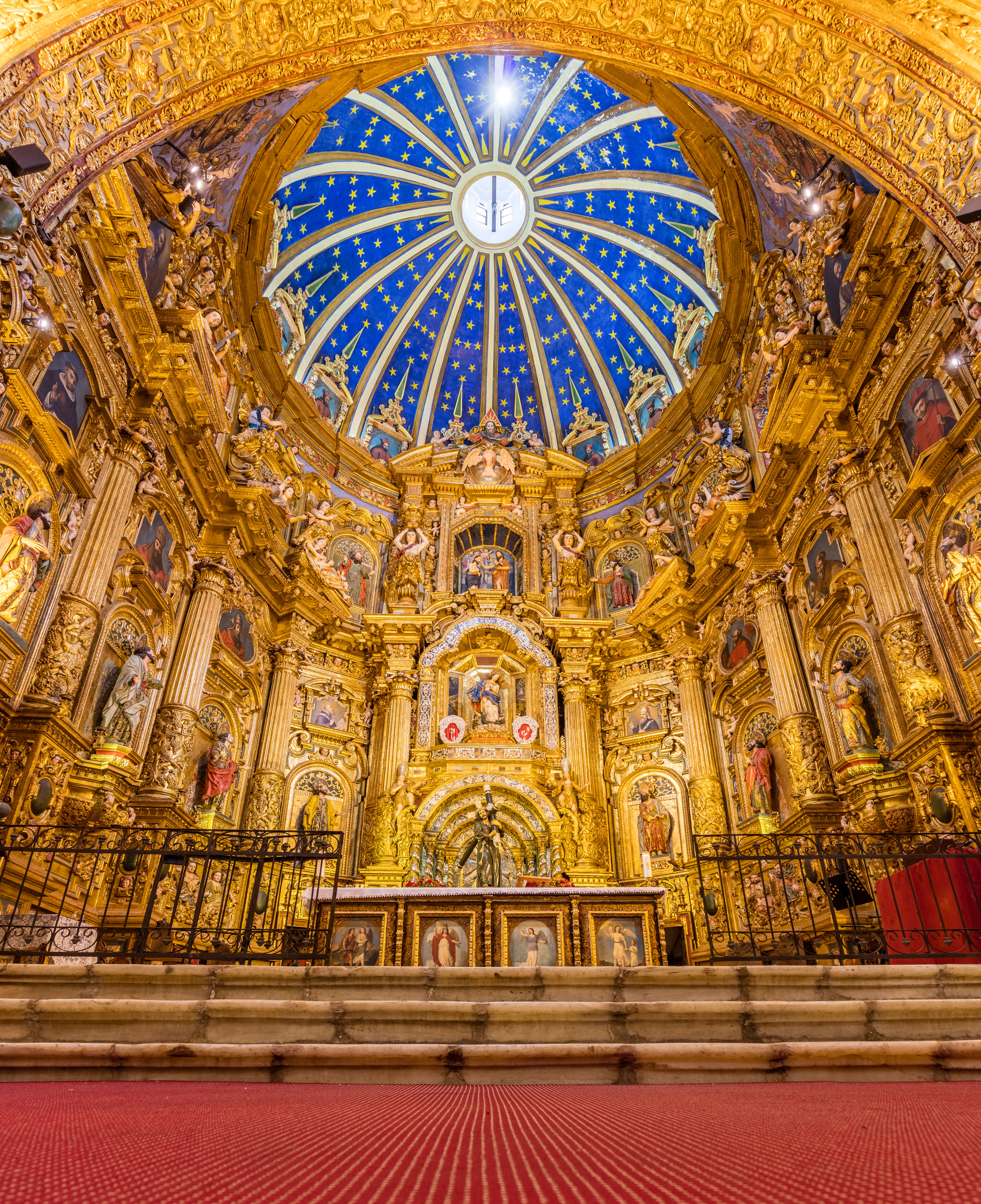
Altar mayor de la iglesia de San Francisco, Quito, Ecuador. El altar fue construido por Fray Jodoco Ricke y la Virgen de Quito en su centro fue hecha por Bernardo de Legarda

La advocación por la virgen María era algo muy popular en la Real Audiencia de Quito, en sus distintas etapas según el relato bíblico. Sin embargo sería una representación específica, la Virgen del Apocalipsis que fue representada inicialmente por Miguel de Santiago la que cobraría mayor popularidad. Basándose en ello, Bernardo de Legarda haría una representación desde la escultura. La más importante se encuentra en el altar mayor de la Iglesia de San Francisco que corona el retablo que había sido empezado por Fray Jodoco Ricke. No sería sin embargo la única representación puesto que en su taller se reproducirían muchas vírgenes, no solo por Legarda sino por sus colaboradores, debido a la alta demanda por la devoción en el Virreinato. Otra escultura importante es la de Nuestra Señora de la Asunción de Popayán que tradicionalmente se le atribuye a Legarda. Sobre la autoría de las mismas el artista lograría la inmortalidad al poner su firma en las manos de la virgen (muchas veces se pueden ver fotos de estas vírgenes sin manos puesto que es una parte separada de la imagen), lo que le ganaría mucha fama y prestigio él como artista y su taller con sus colaboradores. No era para menos puesto que a través de esto la Escuela Quiteña alcanzaría mayor reconocimiento internacional. Las características que identifican a esta virgen en particular son:
- Alas de águila: simboliza la el trono de Salomón, signo de inmortalidad e intervención de Dios en el mundo.
- Corona: símbolo de realeza, cuando la virgen se muestra al final de la historia como madre de Dios.
- Dragón: representa el caos y es el enemigo de la divinidad creadora que es vencido al final de la historia según la profecía del Génesis.
- Nubes: escena según el apocalipsis que se desarrolla en el cielo, después de la asunción.
- Manos hacia un costado: efecto estético que crea la apariencia de movimiento a la escultura a partir del manto.

Los colores del manto pueden variar pero generalmente son de un azul más oscuro que el celeste tradicional de la Virgen María. Lo acompaña a este color el rojo que juntos sirvieron para inspirar la creación de la Bandera de Quito en 1944. 

### Galería de Vírgenes de Legarda

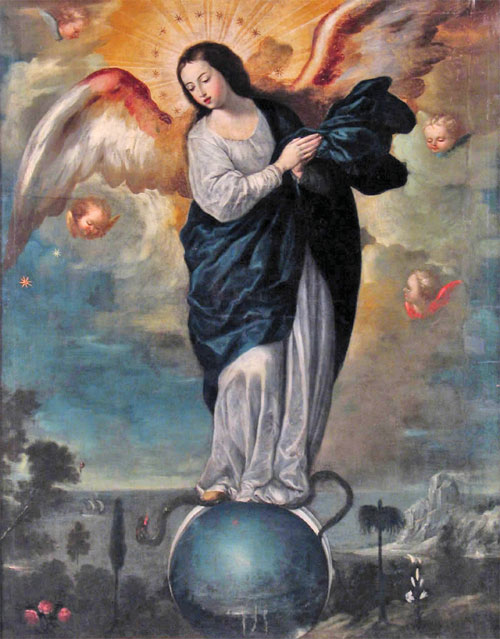
Virgen alada del Apocalipsis por Miguel de Santiago es la pintura donde Legarda se basa para su obra
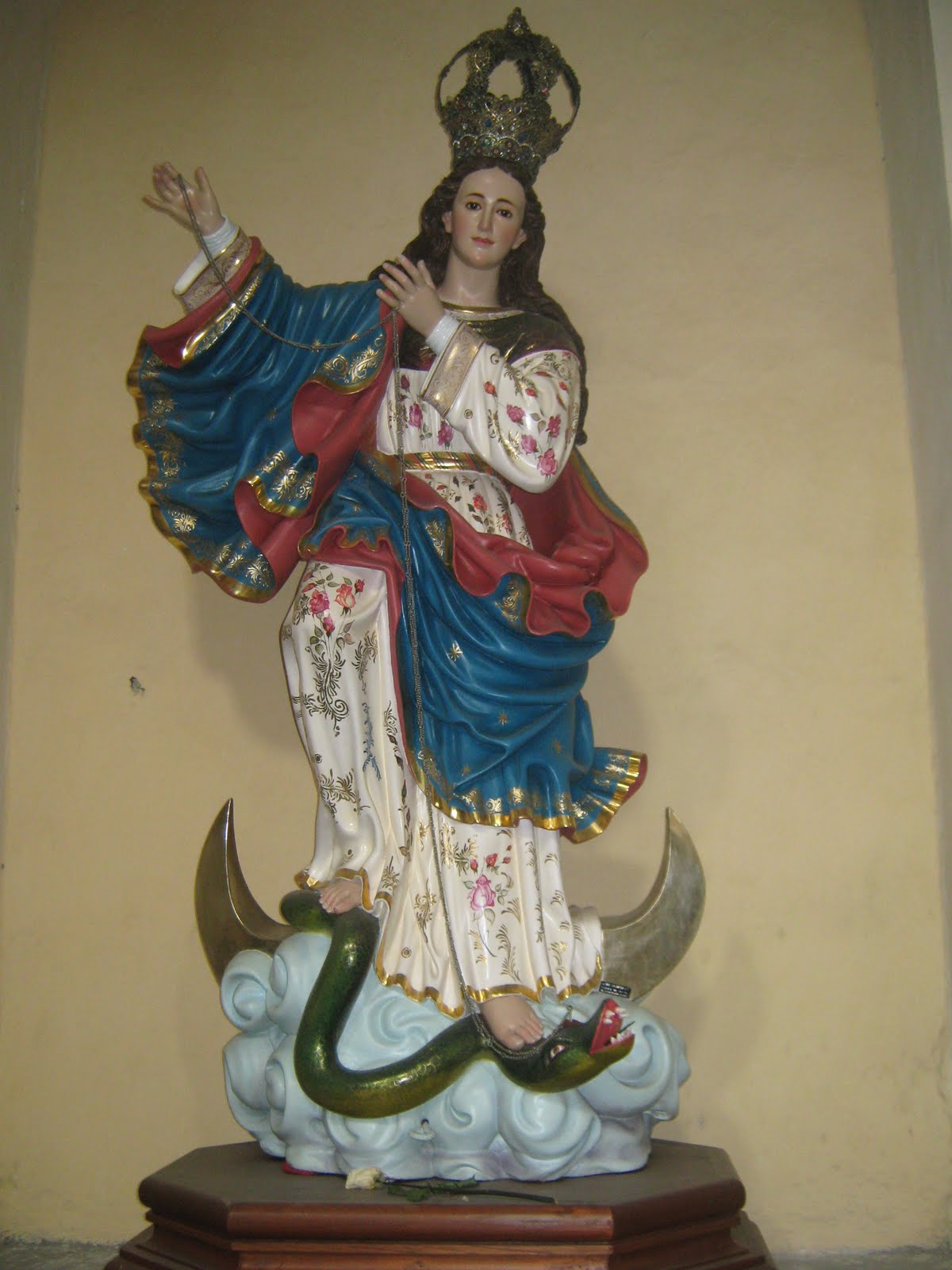
Replica de La Virgen del Apocalipsis de Bernardo de Legarda en la Iglesia de San Francisco (Popayán)
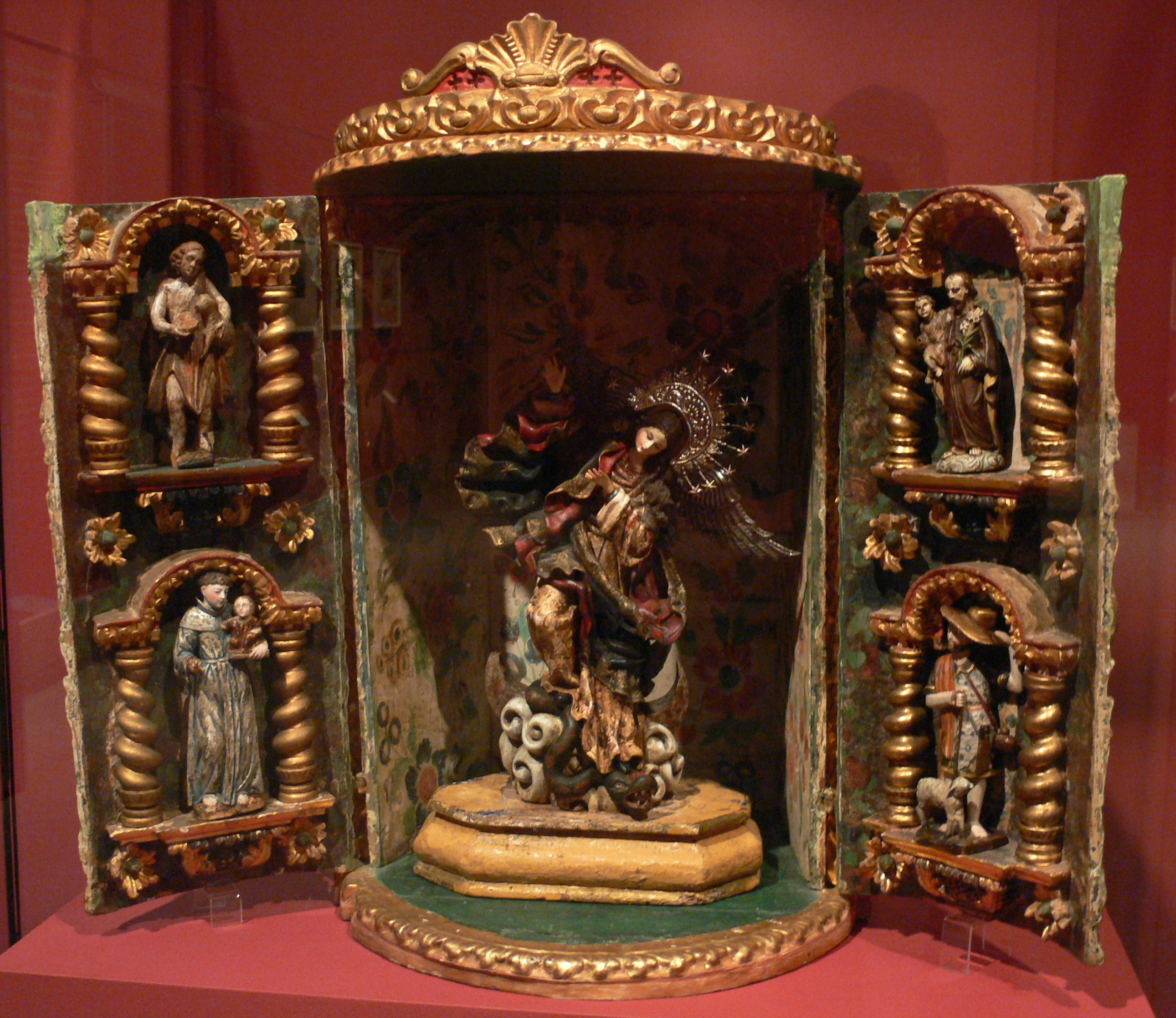
Altar de casa con la Virgen de Legarda en el Museo Etnológico de Berlín
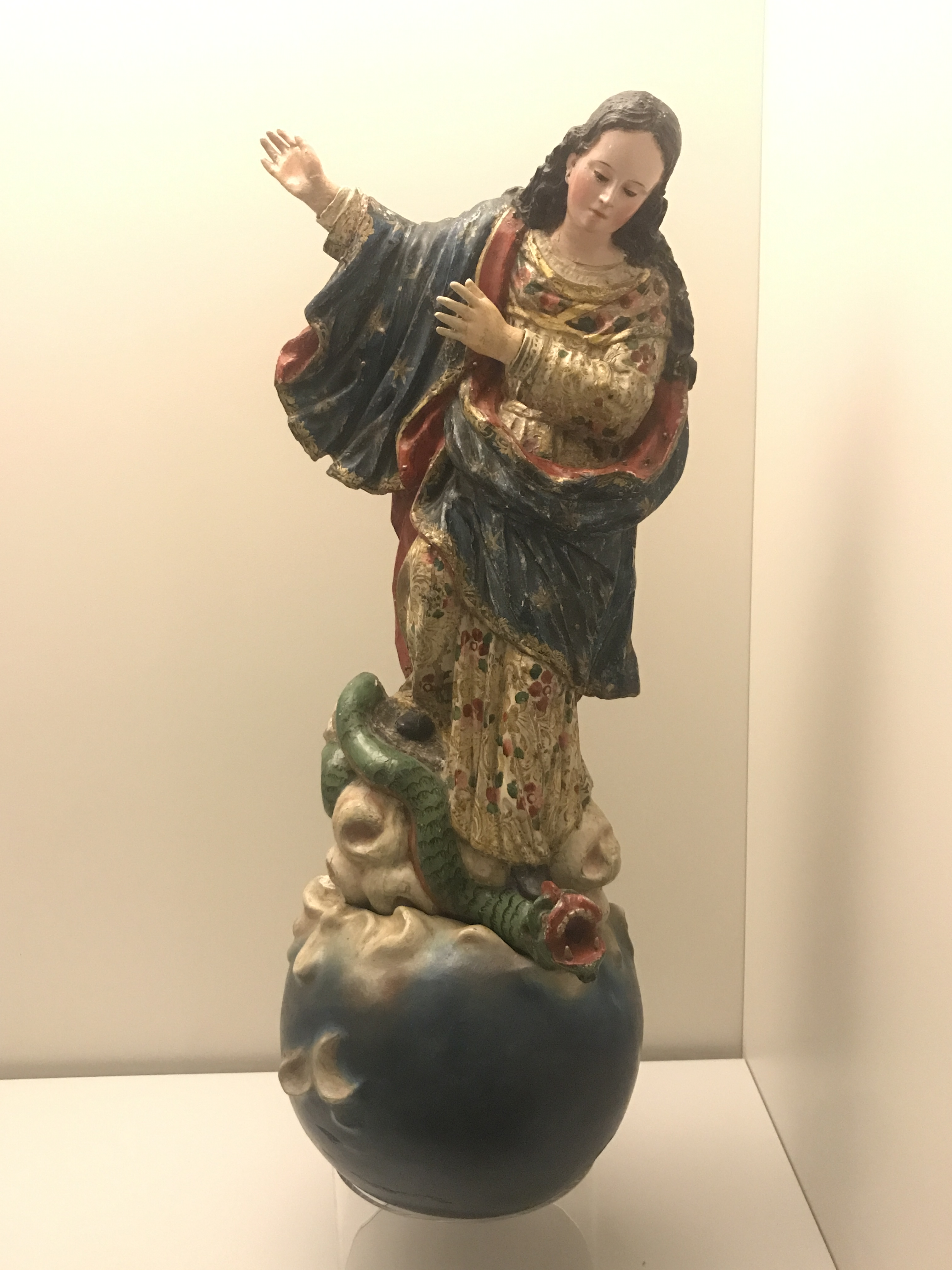
Virgen del apocalipsis, en el Museo de América en Madrid.
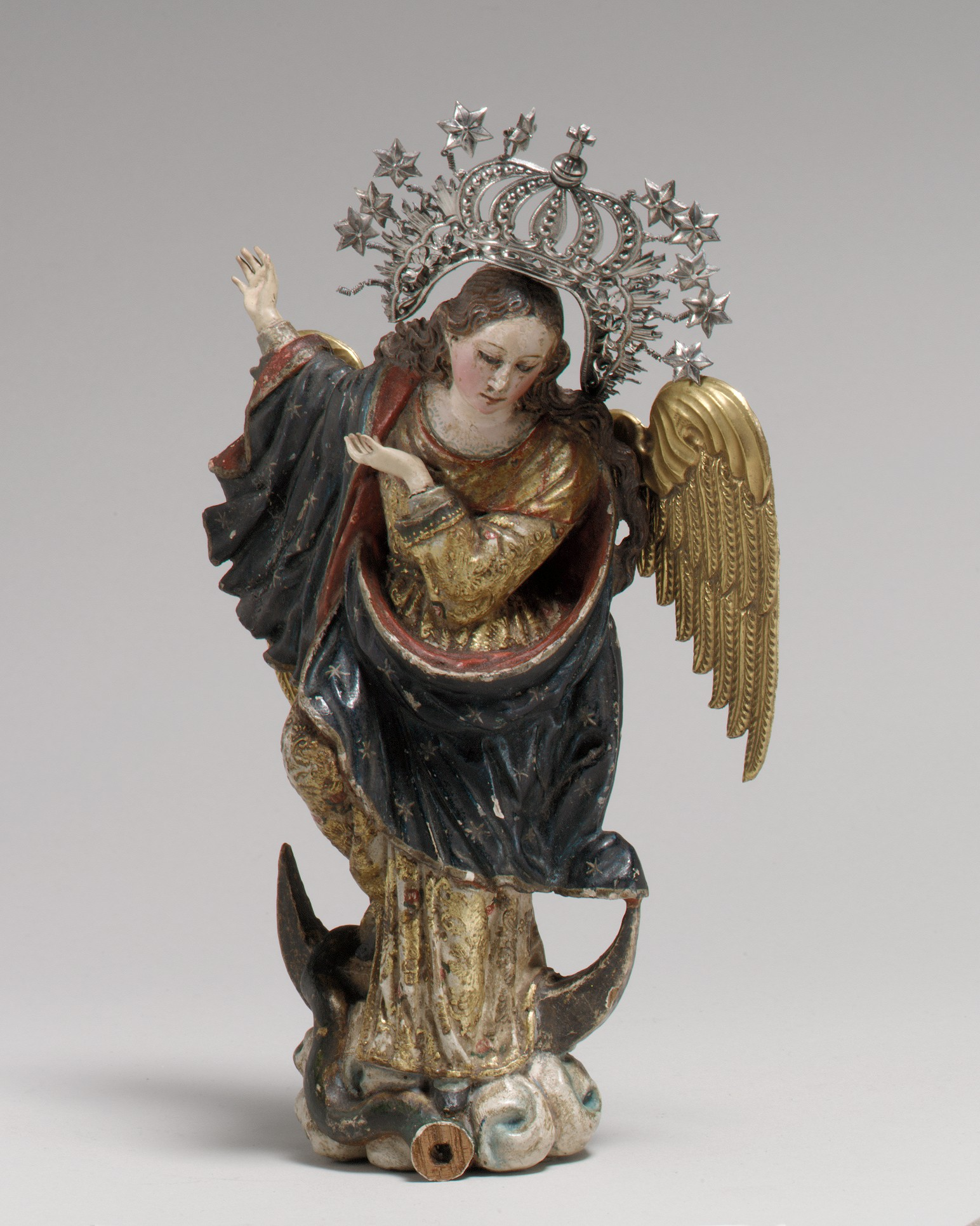
Réplica de la Virgen de Legarda en el Museo Metropolitano de Arte, Nueva York

## Legado e importancia para la Escuela Quiteña

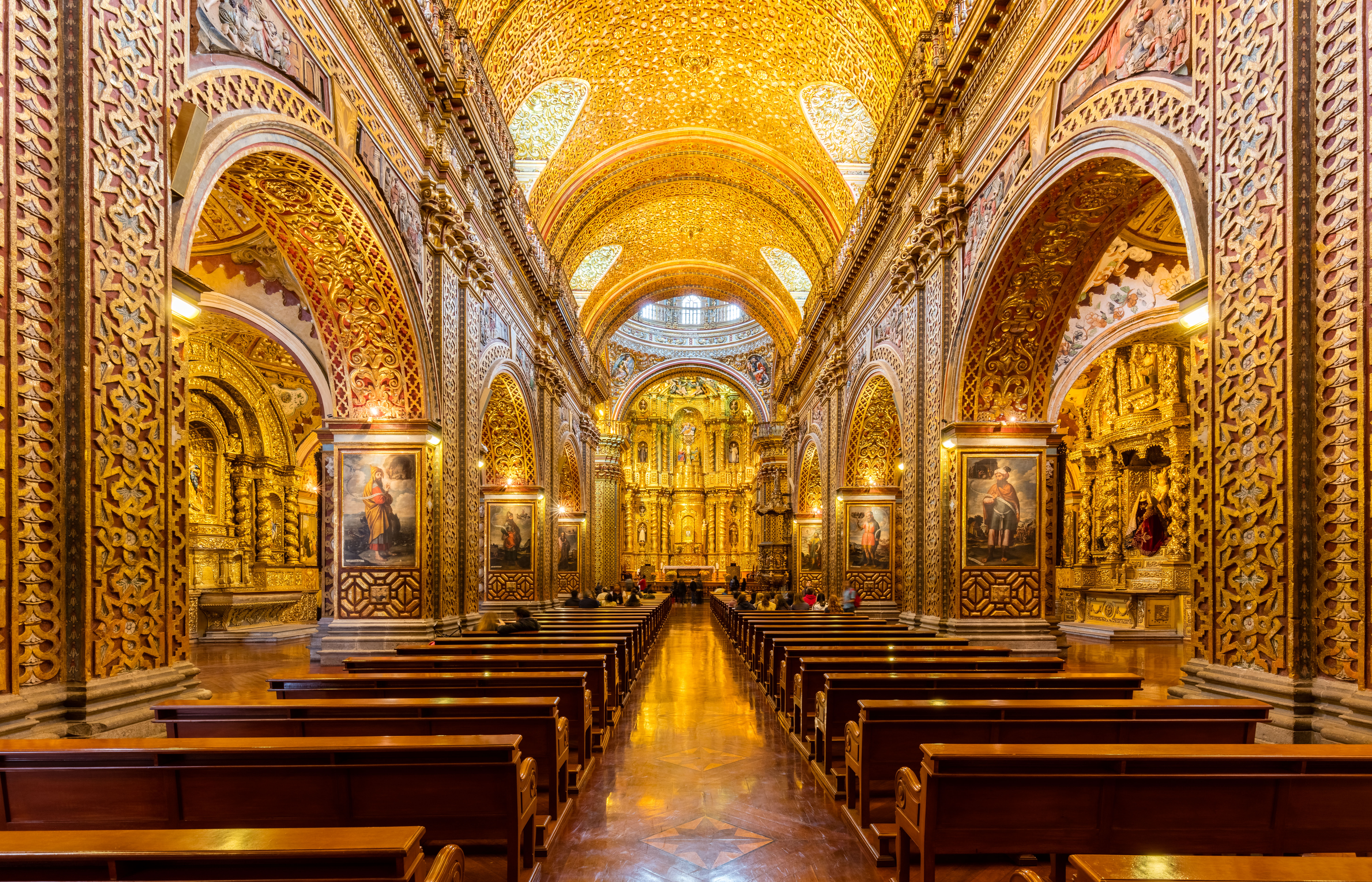
Interior de la Iglesia de la Compañía a la que Legarda contribuiría dorando el interior. Las pinturas fueron obra de Goríbar.

Bernardo de Legarda renovó la tradición artística en la Real Audiencia en el siglo XVIII que estaba más bien enfocado en la ilustración y el desarrollo científico por lo que la demanda por artistas venía de las reales expediciones para realizar trabajos como la Flora de Bogotá bajo la guía de Mutis. Sería Legarda un continuador de la tradición religiosa y el gran representante de esta escuela durante este siglo. La tendencia en el arte hacia una mayor individualización y protagonismo del artista antes que del anonimato por humildad y virtud hizo de Legarda el símbolo de esta escuela. Ya lo dice el historiador José María Vargas citando a Juan de Velasco:
"fuera de estos trabajos realizados por Legarda, los demás retablos y obras de arte no han conservado los nombres de sus autores. De esos artistas anónimos del siglo XVIII el padre Juan de Velasco ha trazado una página de elogio, en su Historia Moderna del Reino de Quito."
Es decir, gran parte del trabajo de la escuela Quiteña se quedó en el anonimato y serían pocos pintores como Miguel de Santiago, Manuel de Samaniego, Isabel de Santiago, Goríbar y Legarda quienes quedarían como los grandes artistas a la posteridad. Sin embargo, en la escultura están todos representados por Legarda, Caspicara y Pampite. Sin embargo, de todos ellos sería el primero quien no solo tendría fama como artista, sino que también lograría crear una obra que de reconocimiento instantáneo: "La Virgen de Legarda". De esta forma, junto a Miguel de Santiago con su Cristo de la Agonía, serían los creadores de los dos símbolos más importantes que esta escuela artística aportaría a la historia.